# Скульптура Древнего Египта

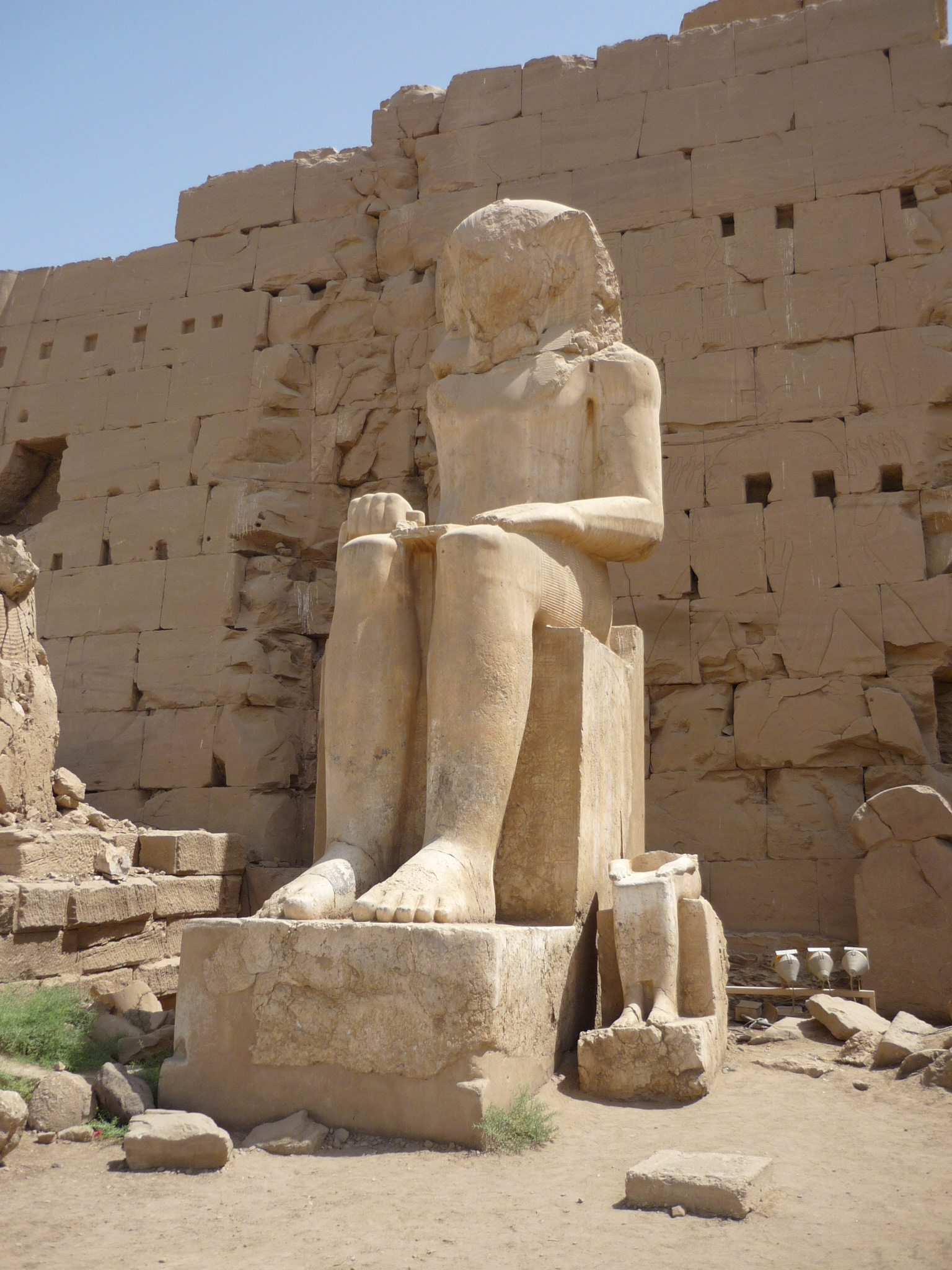
Статуи Хатшепсут и Тутмоса III. Карнак.

Скульптура Древнего Египта — самобытный и канонический вид искусства Древнего Египта. Массивная скульптура Древнего Египта отображала древнеегипетских богов, фараонов, членов царствующей династии и устанавливалась у храмов, дворцов, на площадях. В гробницах знатных вельмож сохранились примеры их портретных изображений (Ка) и ушебти, изготовленные, в поверье древних египтян, для помощи покойному в загробной жизни.
Большой сфинкс в Гизе более нигде не повторялся в натуральную величину, однако аллеи из уменьшенных копий сфинкса и других животных стали непременным атрибутом многих храмовых комплексов. Сакральное изваяние бога хранилось в алтарной части храма, как правило, в лодке или барке из драгоценных металлов (правда, ни одно такое изображение не сохранилось). В гробницах найдены многочисленные резные статуэтки — от фигур богов до игрушек и посуды.
Согласно строгому канону мужчин изображали с цветом кожи темнее женского, руки сидящего человека покоились на коленях (женщина могла приобнять супруга в знак поддержки его при жизни), а образы богов определялись их мифологическими особенностями (Гор с головой сокола, Анубис — с головой шакала и пр.).
Распространёнными видами рельефных изображений были контррельеф и койланаглиф. Женщины практически всегда изображены идеализированно — молодыми и привлекательными, тогда как мужчины представлялись в молодом и пожилом возрасте, реалистично или идеализированно. Преимущественно скульптурные изображения раскрашивались.
Кратковременный отход от принятого канона произошёл в Амарнский период (1351—1334 годы до н. э.), характеризующийся уклоном в реализм. К этому периоду относится знаменитый бюст Нефертити, обнаруженный Людвигом Борхардтом в 1912 году в руинах мастерской Тутмоса.

## Скульптура Раннего царства

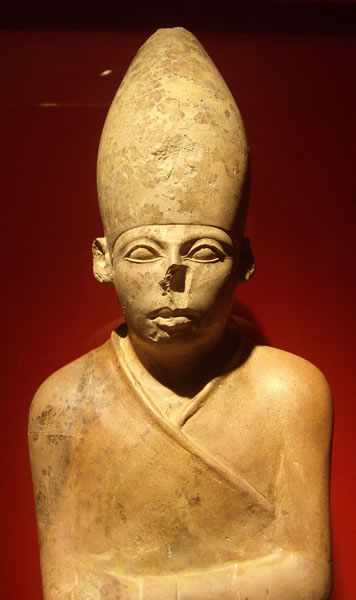
Статуя фараона Хасехемуи. Ашмольский музей Искусств и Археологии. Оксфорд. Великобритания.

Скульптура раннединастического периода происходит в основном из трёх крупных центров, где находились храмы — Она, Абидоса и Коптоса. Статуи служили объектом поклонения, совершения обрядов и имели посвятительное назначение. Большая группа памятников была связана с обрядом «хеб-сед» — ритуалом обновления физической мощи фараона. К этому виду относятся типы сидящих и идущих фигур царя, исполненных в круглой скульптуре и рельефе, а также изображение его ритуального бега.
К списку хеб-седных памятников принадлежит статуя фараона Хасехема, представленного сидящим на троне в ритуальном одеянии. Эта скульптура указывает на усовершенствование технических приемов: фигура имеет правильные пропорции и объемно смоделирована. Здесь уже выявлены основные черты стиля — монументальность формы, фронтальность композиции. Неподвижна поза статуи, вписывающейся в прямоугольный блок трона, в очертаниях фигуры преобладают прямые линии. Лицо Хасехема портретно, хотя черты его в значительной мере идеализированы. Обращает внимание постановка глаз в орбите с выпуклым глазным яблоком. Подобный прием исполнения распространялся на всю группу памятников того времени, являясь характерным стилистическим признаком портретов Раннего царства. К этому же периоду устанавливается и каноничность стоящей во весь рост додинастического периода уступает место в пластике Раннего царства правильной передаче пропорций человеческого тела.
Новые черты появились и в рельефах. Если в предшествующую эпоху мастера обычно предпочитали многофигурные композиции, то теперь они стремились к лаконичной форме выражения. Чем больше в изображениях отброшено второстепенных, частных признаков, тем сильнее выступает главное и существенное в образе, приобретающем многозначный смысл, возводящий его в категорию символа. Наглядный пример тому дает знаменитая стела из Абидоса царя I династии Джета. Здесь художник нашел простые и емкие по значению изобразительные средства. Иероглиф змеи, означавший имя Джета, вписывается в прямоугольное поле над условным воспроизведением дворцового фасада «серех», который символизировал земную обитель фараона и служил жилищем божеству, воплощённому в облике царствующего правителя.
Строгое вертикальное членение фасада, аналогичное архитектурным сооружениям, контрастирует в стеле Джета с гибким телом змеи. Изображение сокола Гора, входившее в состав имени фараонов нулевой династии и Раннего царства, являлось образцом каллиграфического написания соответствующего иероглифического знака.
В композиции можно заметить смещение изображений влево относительно рамки стелы и центральной вертикальной оси. Этот прием основан на ритмическом равновесии пропорций «золотого сечения».

## Скульптура Древнего царства

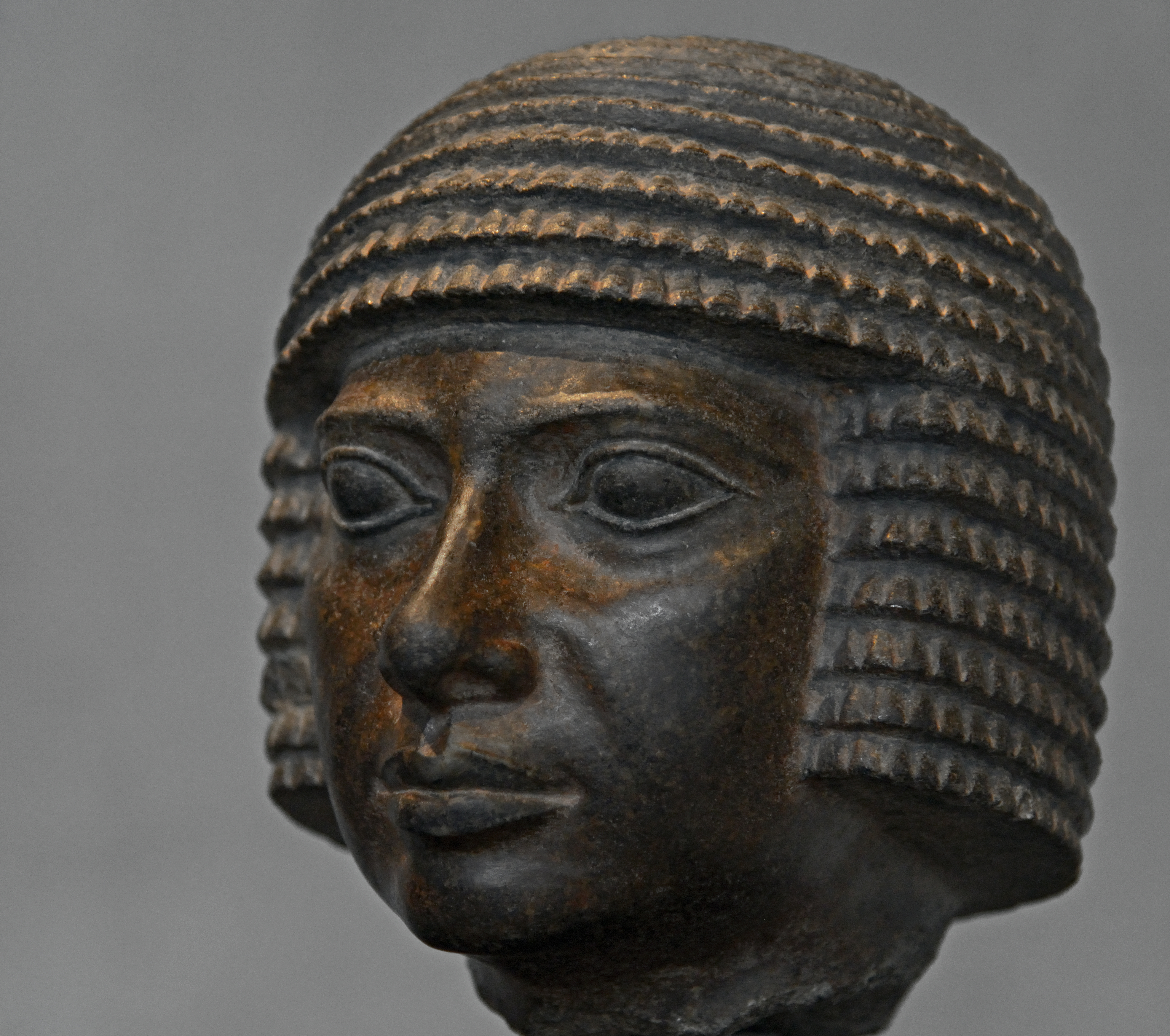
Голова мужчины. Древнее царство, IV династия, 2500 год до н. э. Гранодиорит. Музей египетского искусства. Мюнхен

От эпохи Древнего царства сохранилось много скульптурных памятников, большинство из которых имело ритуальное назначение. Погребение и храмы изобилуют портретными изображениями двойников умерших — Ка, в которых сложились портретного искусства Египта. К их числу относятся не только скульптурные изображения в полный рост, но и «гизехские головы» — слепки и скульптуры голов, не имеющих традиционной раскраски и служившие, вероятно, рабочими моделями для портретных изображений.
Статуарные композиции в Древнем царстве строго следовали определённому количеству канонизированных типов. Особенное распространение получили стоящие фигуры с выдвинутой вперёд левой ногой, сидящие на троне или коленопреклонённые. Широко применялся канонический тип статуи писца. В связи с ритуальными целями в обиход был издавна введён приём сложной инкрустации глаз или рельефной обводки по контуру век, а также тщательное декоративное оформление статуй, которые, несмотря на каноническую композицию, получали индивидуальную живописную интерпретацию. Таковы скульптурные портреты зодчего Рахотепа и его жены Нофрет — живостью и выразительностью этих скульптур были потрясены сами археологи, проводившие раскопки; царских писцов, племянника фараона Хеопса, зодчего Хемиуна.
Расписная известняковая скульптура чиновника Сенеба и его семьи (ок. 2520 год до н.) представляет гармоничную композицию с эффектом негативного пространства. Сенеб был карликом и изображён сидящим с согнутыми ногами на каменном блоке. Разместив детей параллельно ногам супруги чиновника, художник добавил симметрии и создал впечатление пропорциональности сидящей фигуры Сенеба.
Высокого мастерства древнеегипетские художники достигли в деревянной скульптуре (статуя Каапера, известная также как «Сельский староста»). В гробницах повсеместно встречаются небольшие статуэтки, изображавшие работающих людей. Здесь канон соблюдён менее строго, хотя мастера всячески избегали неуравновешенности в положении фигуры.
Рельефы в эту эпоху не ограничиваются сферой малых форм. В них появляется сюжетная повествовательность, особенно характерная для ритуальных изображений в гробницах. Постепенно складывается строгая система их размещения: у входа в храм или в гробницу помещаются фигуры двух божеств или владельца гробницы во весь рост. Далее вдоль стен коридоров следуют изображения носителей даров, сюжетно направленные к средней нише с ложным входом. Над нишей дверного проема обычно располагалось изображение покойного перед жертвенником. Такие ансамбли выполнялись группой мастеров по единому замыслу, строго соответствующему характеру архитектурного решения. Рельефы (барельеф и рельеф с углубленным контуром) отличались плоскостью исполнения и обычно расписывались красками. Рельефные композиции дополнялись росписью.

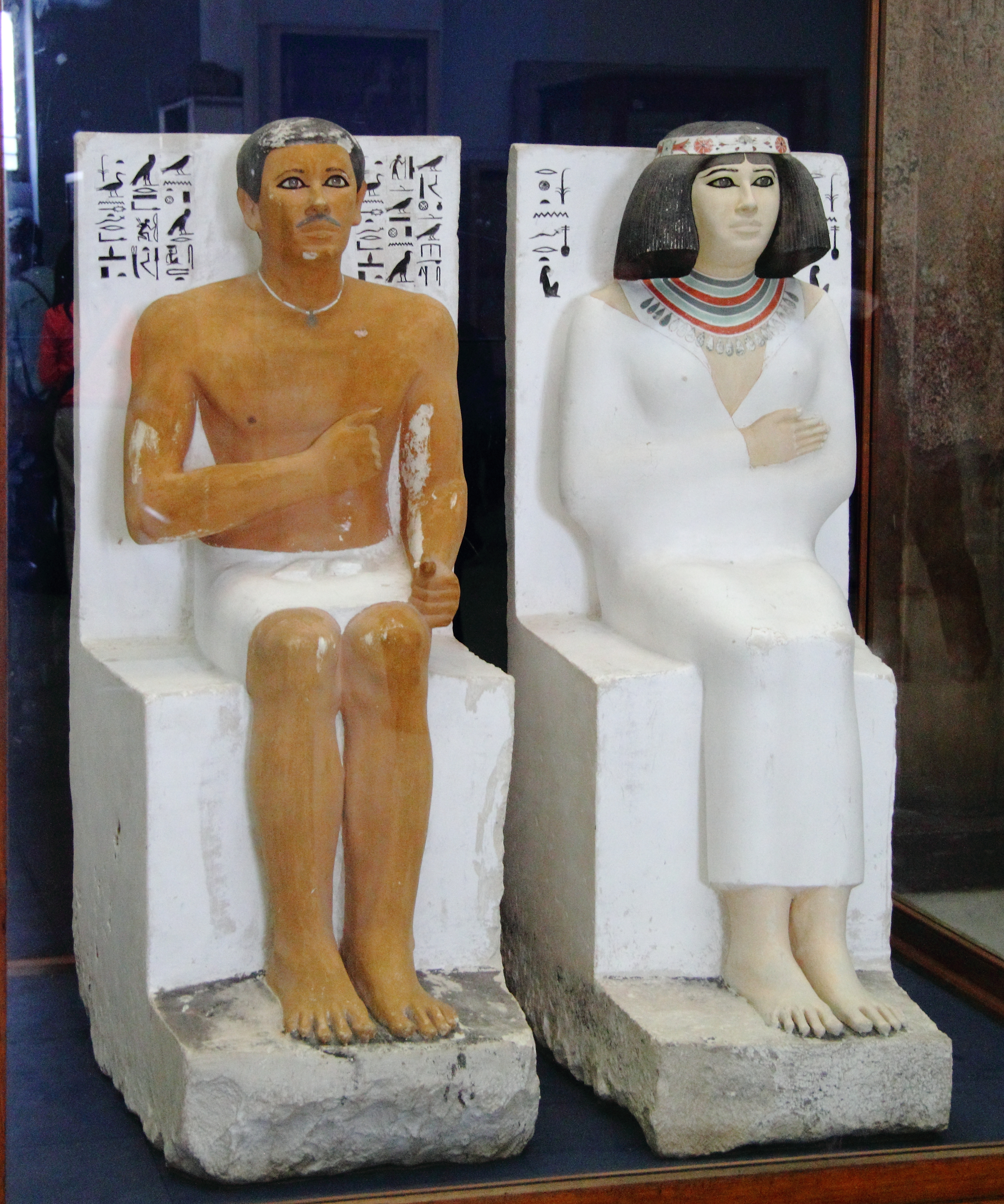
Парная статуя Рахотепа и Нофрет. Каирский музей (зал 32)
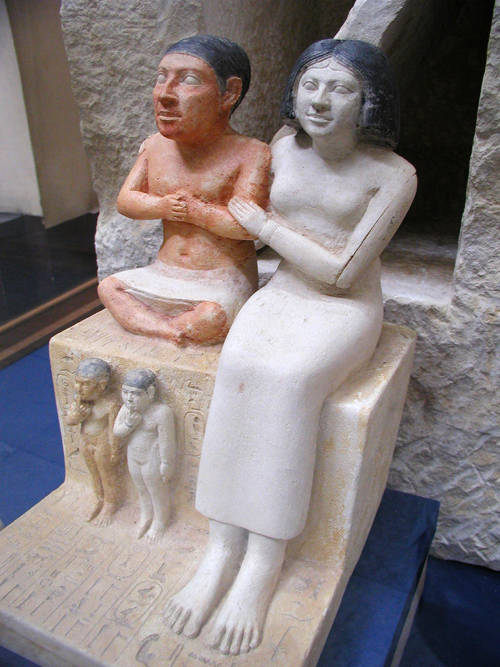
Скульптура Сенеба и его семьи
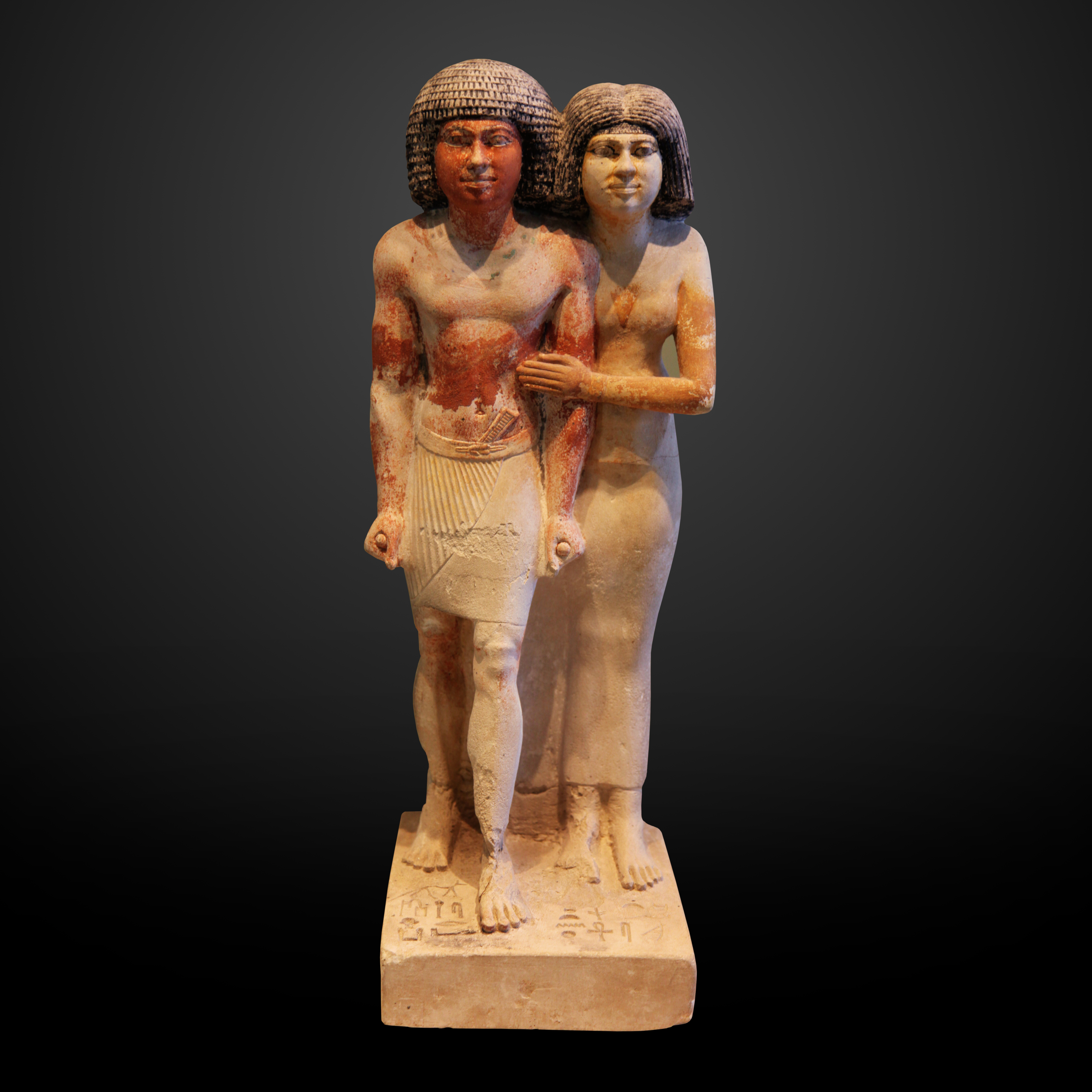
Парная фигурка Рахерка и Мересанх[англ.], 2350-е годы до н. э. Лувр
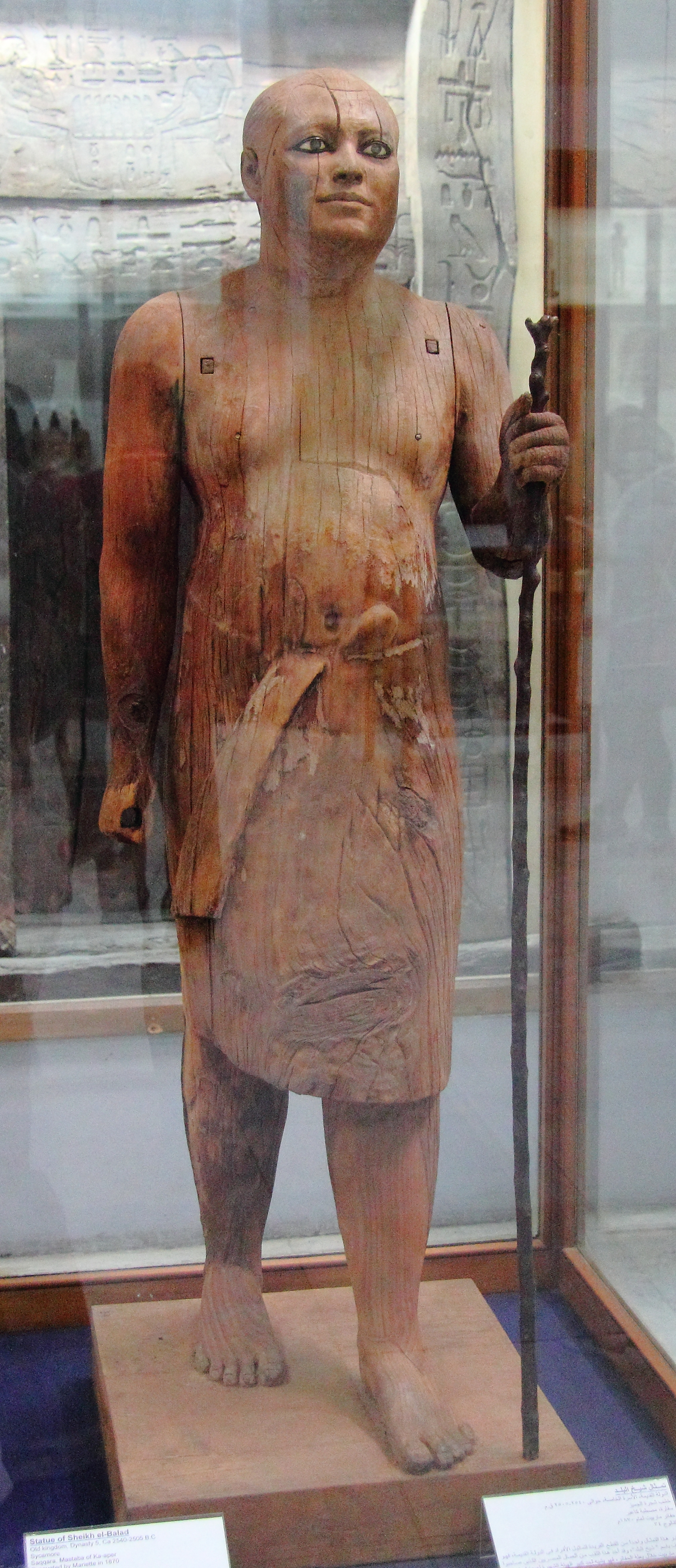
Статуя Каапера («Сельский староста»). Каирский музей. Египет
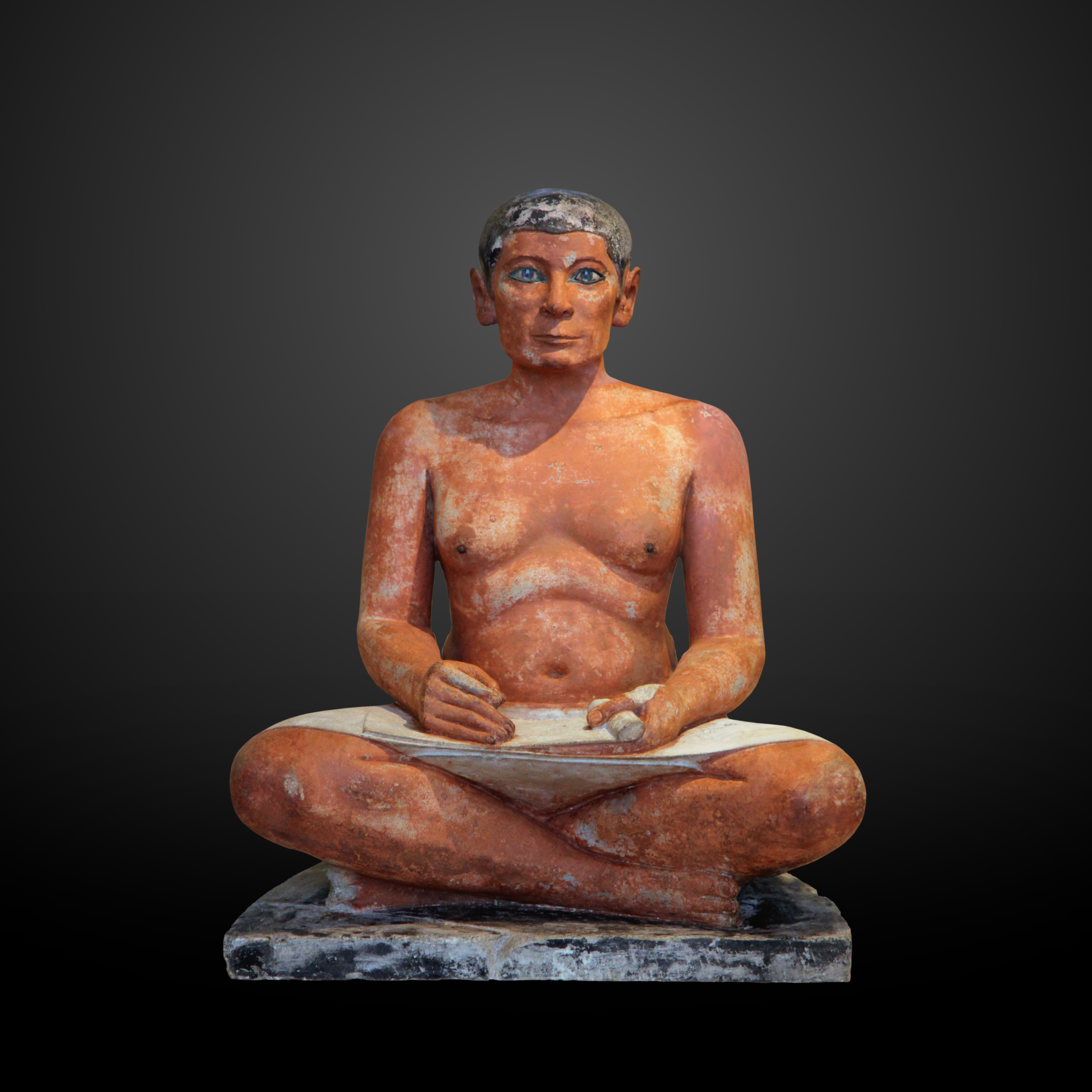
Сидящий писец (ок. 2600–2350 годы до н.э.)
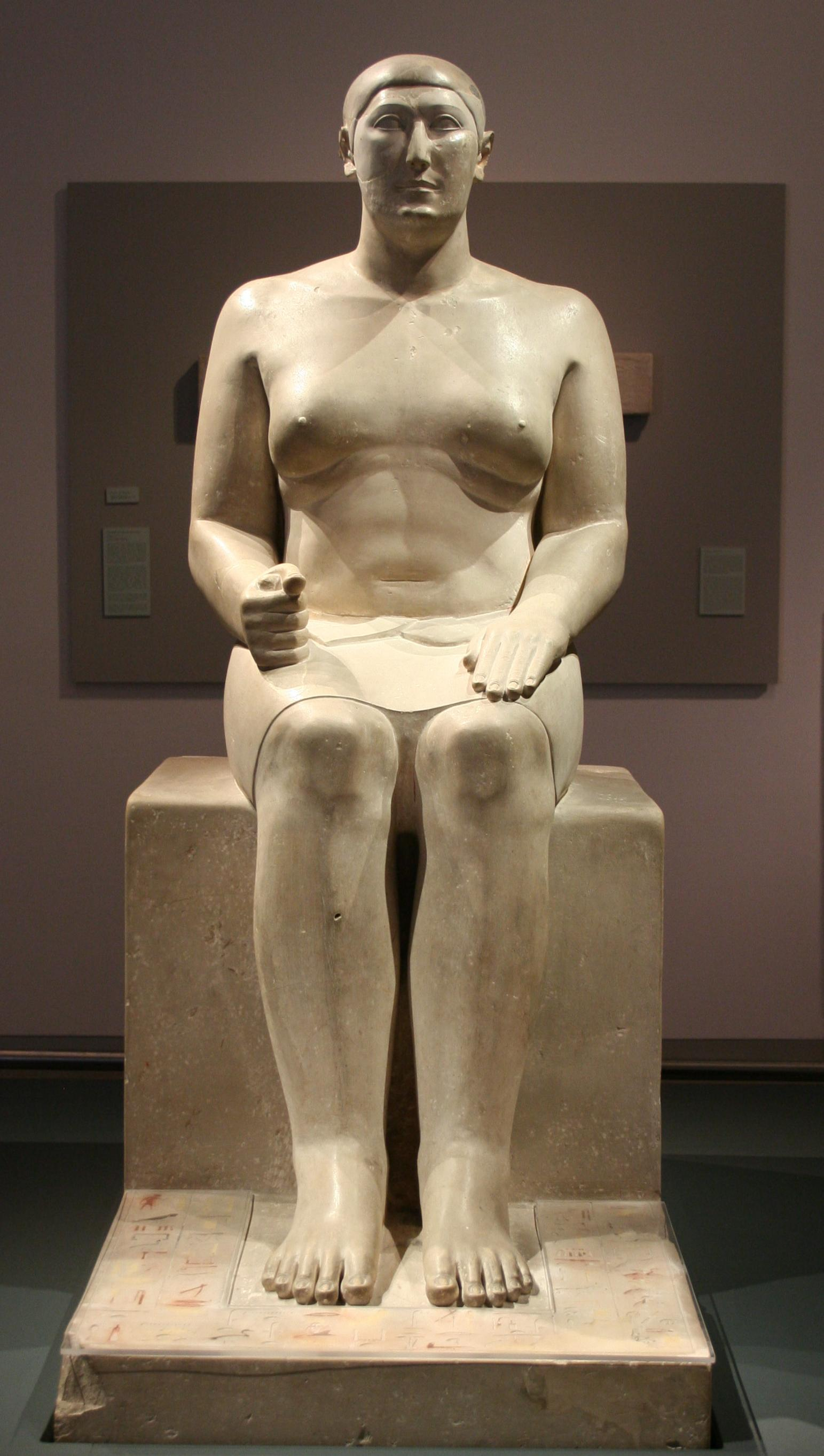
Статуя Хемиуна. Музей Рёмера и Пелицеуса

## Скульптура Среднего царства

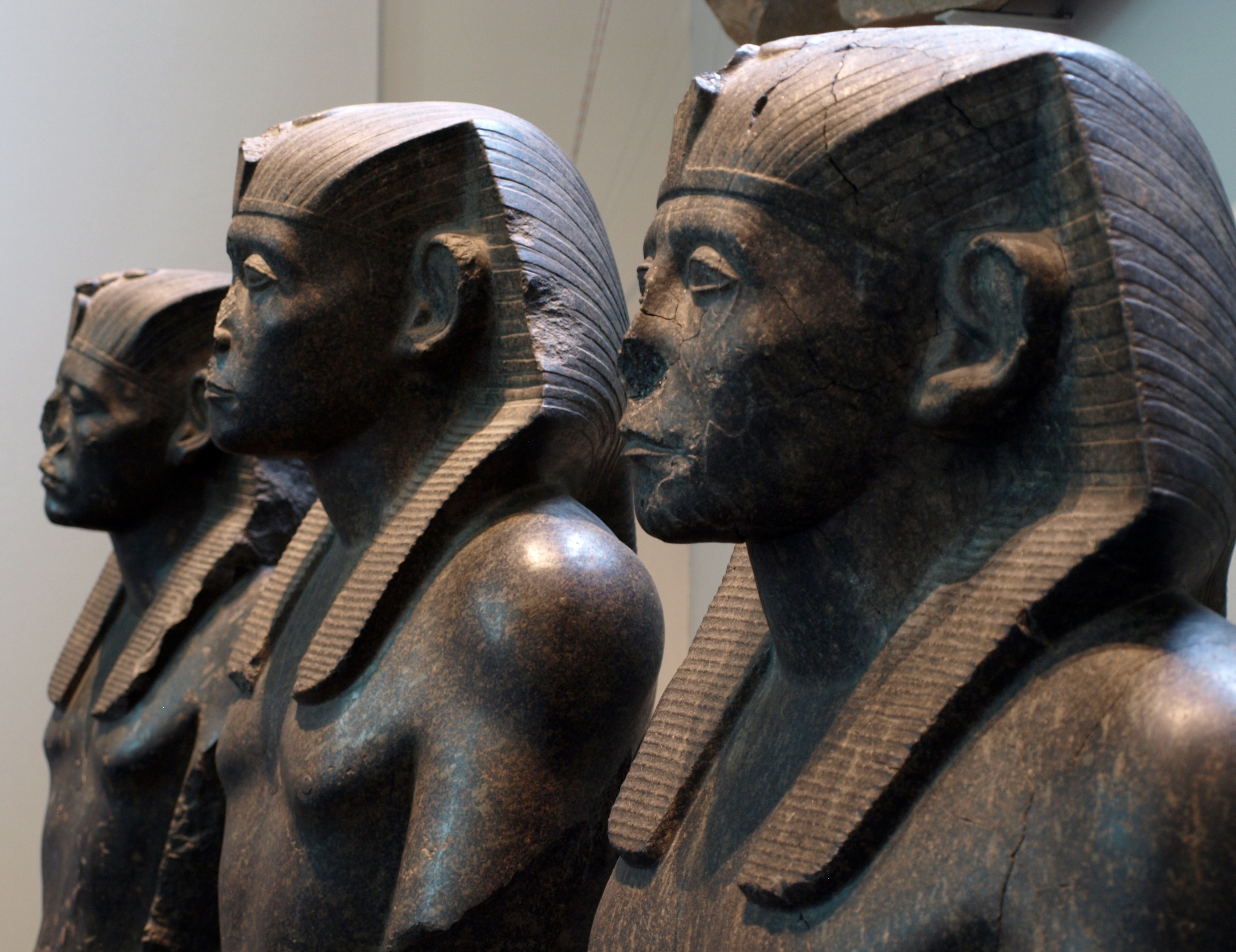
Три гранитных статуи фараона Сенусерта III. Британский музей. Лондон

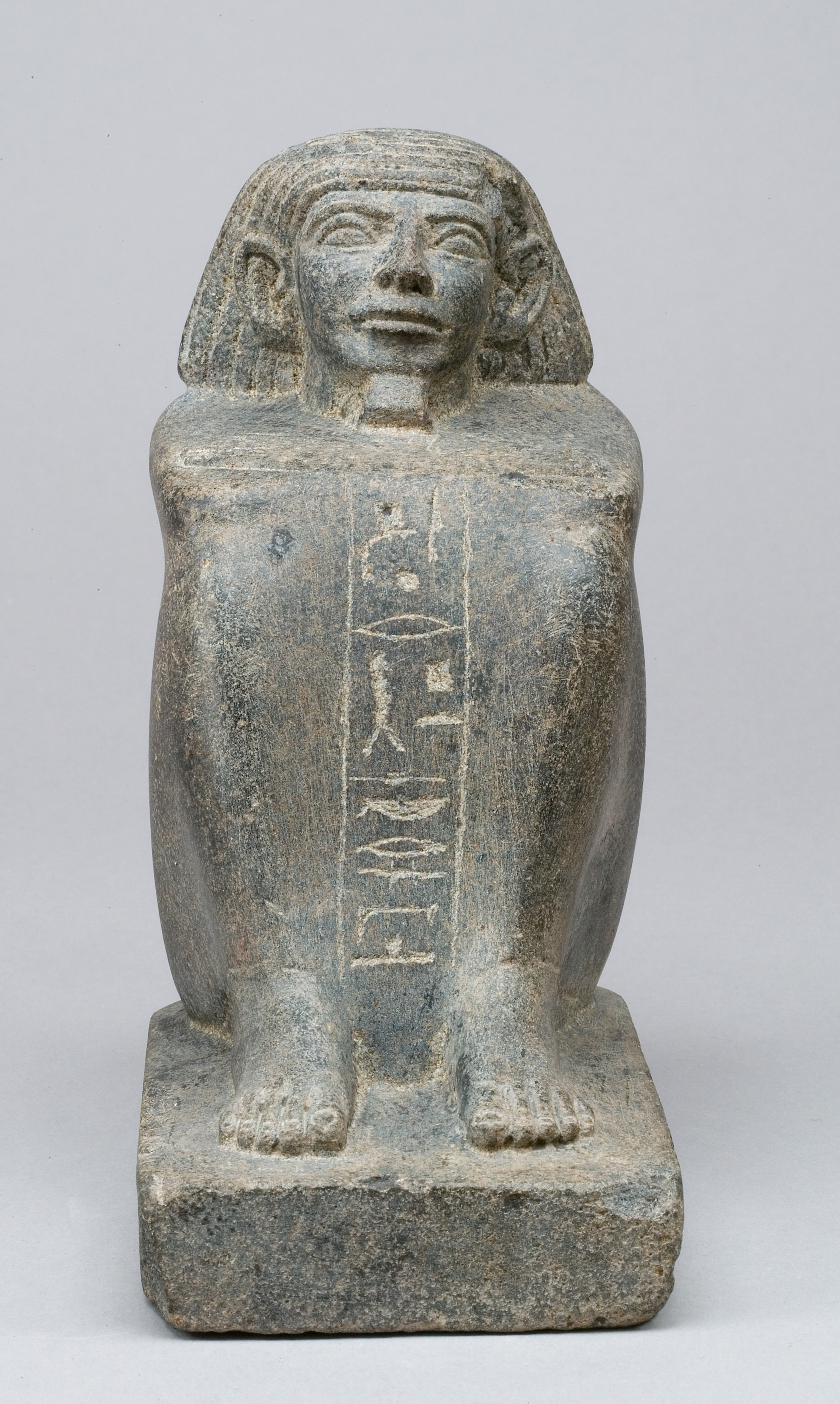
Кубическая статуя Минхотепа из Метрополитен-Музея, ок. 1850–1640 до н.э.

Значительные изменения в скульптуре происходят именно в Среднем царстве, что во многом объясняется наличием и творческим соперничеством множества локальных школ, получивших самостоятельность в период распада. Со времен XII династии шире используются (и, соответственно, изготавливаются в больших количествах) ритуальные статуи: они теперь устанавливаются не только в гробницах, но и в храмах. Среди них по-прежнему доминируют изображения, связанные с обрядом хеб-сед (ритуальным возрождением жизненной силы фараона). Первый этап обряда был связан с символически убиением престарелого владыки и совершался над его статуей, напоминавшей по композиции канонические изображения и скульптуры саркофагов. К этому типу относится хеб-седная статуя Ментухотепа-Небхепетра, изображающая фараона в подчеркнуто застывшей позе со скрещенными на груди руками. Стиль отличает большая доля условности и обобщенности, в целом типичная для скульптурных памятников начала эпохи. В дальнейшем скульптура приходит к более тонкой моделировке лиц и большей пластичной расчленённости: раньше всего это проявляется в женских портретах и изображениях частных лиц.
Со временем меняется и иконография царей. Ко времени XII династии идея божественной могущественности фараона уступает место в изображениях настойчивым попыткам передать человеческую индивидуальность. Расцвет скульптуры с официальной тематикой приходится на время правления Сенусерта III, который изображался во всех возрастах — от детского до зрелого. Лучшими из этих изображений считаются обсидиановая голова Сенусерта III и скульптурные портреты его сына Аменемхета III. Оригинальной находкой мастеров местных школ может считаться тип кубической статуи — изображение фигуры, заключенной в монолитный каменный блок.
Искусство Среднего царства — эпоха расцвета пластики малых форм, связанных в большинстве своём по-прежнему с погребальным культом и его обрядами (плавание на ладье, принесение жертвенных даров и др.). Статуэтки вырезались из дерева, покрывались грунтом и расписывались. Нередко создавались целые многофигурные композиции в круглой скульптуре (подобно тому, как это было принято в рельефах Древнего царства).

## Скульптура Нового царства

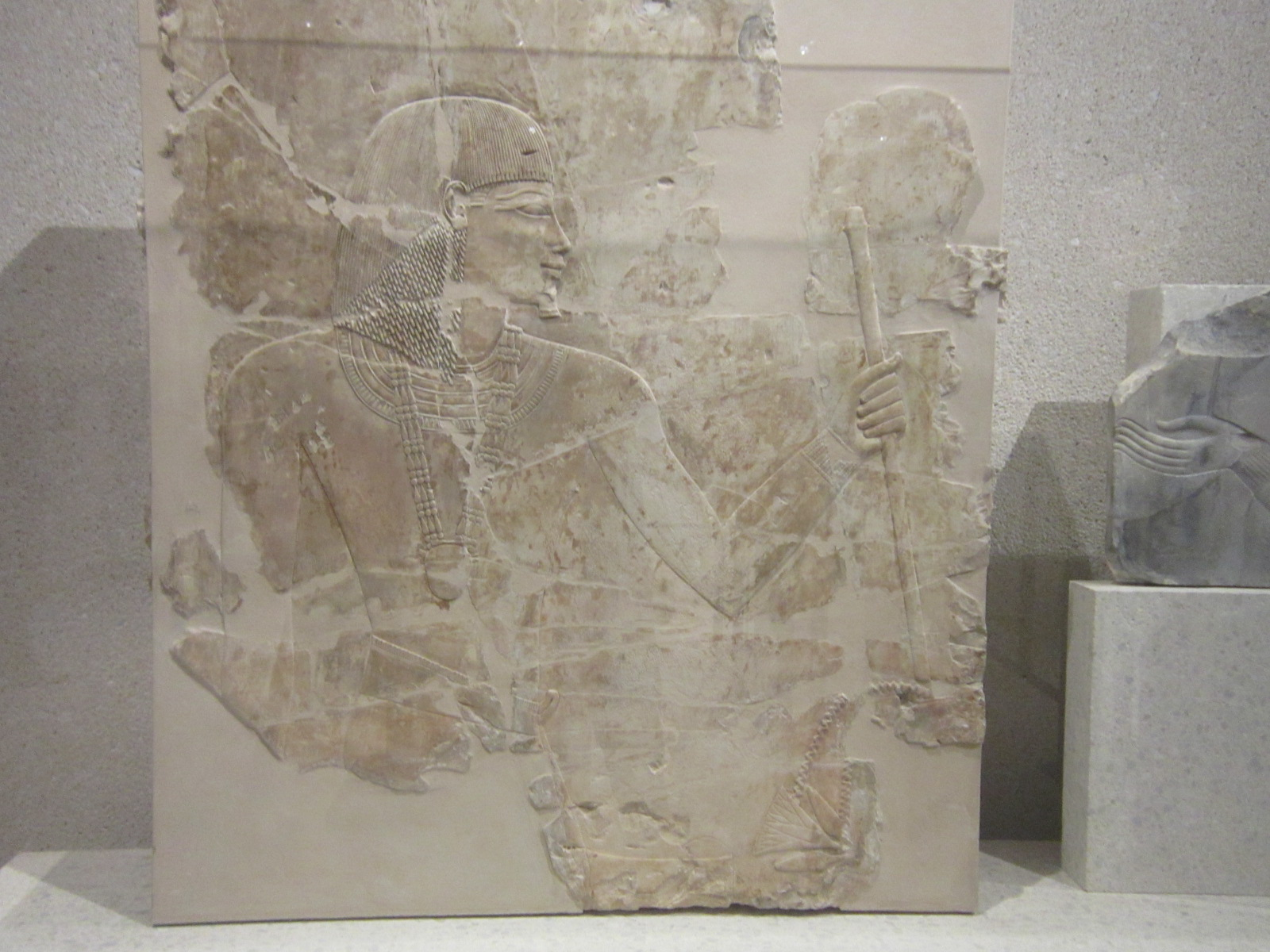
Рельеф из гробницы Хаемхета (XVIII династия, 1388—1351 гг. до н. э.). Египетский музей в Берлине

Искусство Нового царства отличается значительным развитием монументальной скульптуры, назначение которой теперь часто выходит за пределы сферы погребального культа. В фиванской скульптуре Нового царства появляются черты, не свойственные доселе не только официальному, но и светскому искусству. Индивидуальность отличает портретные изображения Хатшепсут.
В искусстве Нового царства появляется скульптурный групповой портрет, в особенности изображения супружеской четы.
Новые качества приобретает искусство рельефа. На эту художественную область оказывают заметное влияние некоторые жанры литературы, получившие в эпоху Нового царства широкое распространение: гимны, военные летописи, любовная лирика. Нередко тексты, выдержанные в этих жанрах, соединяются с рельефными композициями в храмах и гробницах. В рельефах фиванских храмов налицо усиление декоративности, свободное варьирование техник барельефа и высокого рельефа в сочетании с красочными росписями. Таков портрет Аменхотепа III из гробницы Хаемхета, сочетающий разную высоту рельефа и в этом отношении являющийся новаторским произведением. Рельефы по-прежнему располагаются по регистрам, позволяя создавать повествовательные циклы огромной пространственной протяженности.

### Амарнский период

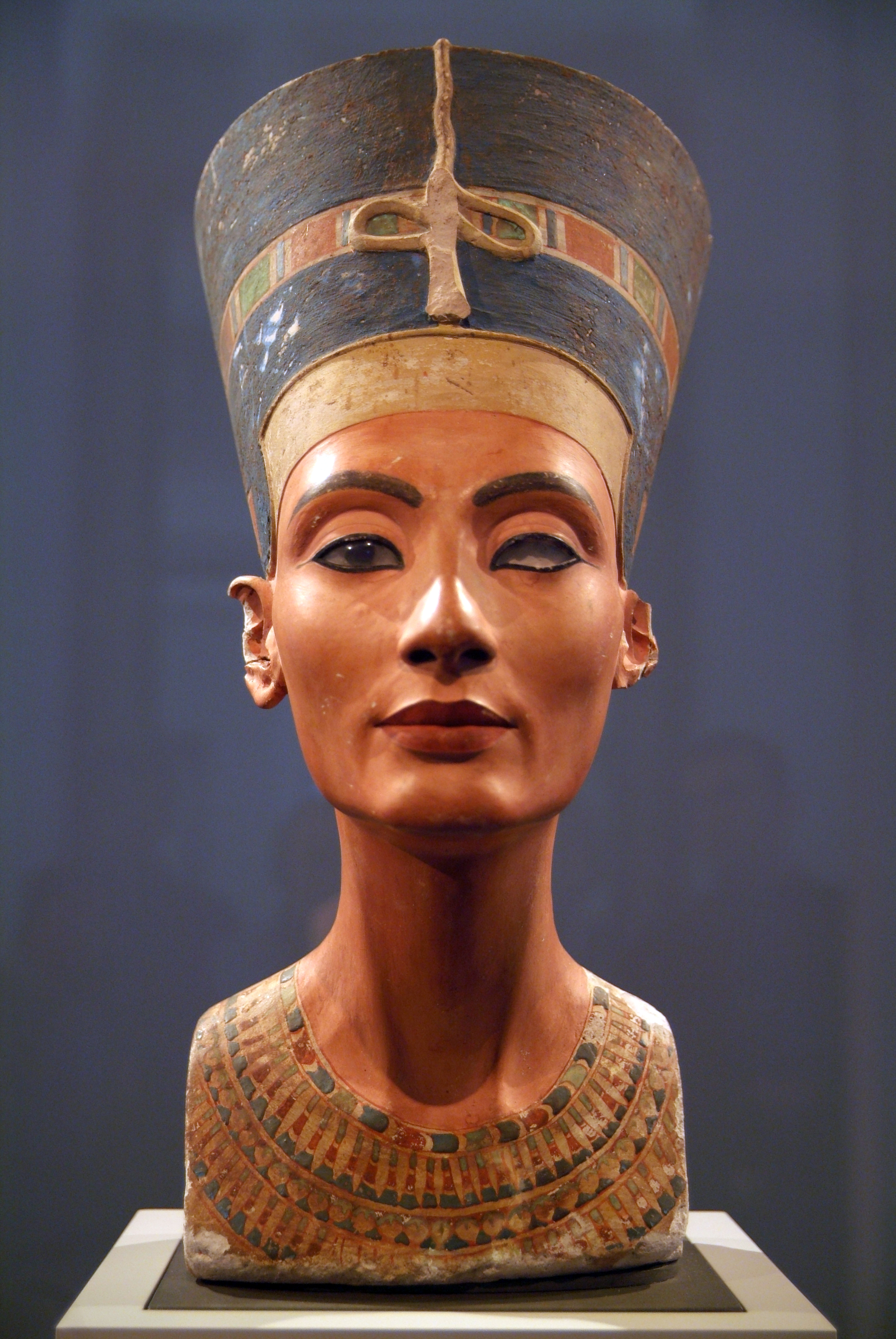
Бюст Нефертити
(Новый музей, Берлин)

Искусство амарнского периода отличается своеобразием, которое вытекает прежде всего из характера нового мировоззрения. Самым необычным фактом является отказ от строго идеализированного, сакрального понимания образа фараона. Новый стиль нашёл отражение даже в колоссах Аменхотепа IV, установленных в храме Атона в Карнаке. В этих статуях присутствуют не только типичные канонические приёмы монументального искусства, но и новое понимание портретности, которое теперь требовало достоверной передачи внешнего облика фараона вплоть до характерных особенностей строения тела. Критерий правдоподобия был своего рода протестом против прежнего официального искусства, поэтому особым смыслом наполняется слово «маат» — истина. Изображения Эхнатона — любопытный пример сочетания достоверности с требованием предельной обобщённости и нормативности, свойственными египетскому искусству. Форма головы фараона, необычайно удлиненный овал лица, тонкие руки и узкий подбородок — все эти черты бережно сохранены и отражены в новой традиции, но при этом все изобразительные приёмы закреплены на специальных образцах — скульптурных моделях.
Характерные приёмы изображения фараона были распространены и на членов его семьи. Откровенным новшеством стало изображение фигур целиком в профиль, что прежде не допускалось египетским каноном. Новым был и факт сохранения в портрете этнических черт: такова инкрустированная золотом и стекловидной пастой голова матери фараона, царицы Тии. Интимное лирическое начало проявляется в амарнских рельефах, исполненных естественной пластики и не содержащих канонических фронтальных изображений.
Кульминацией развития изобразительного искусства справедливо считаются произведения скульпторов мастерской Тутмоса. К их числу принадлежит и широко известная полихромная голова царицы Нефертити в синей тиаре. Вместе с завершёнными произведениями в раскопках скульптурных мастерских найдено и множество гипсовых масок, служивших моделями.

## Скульптура Позднего царства

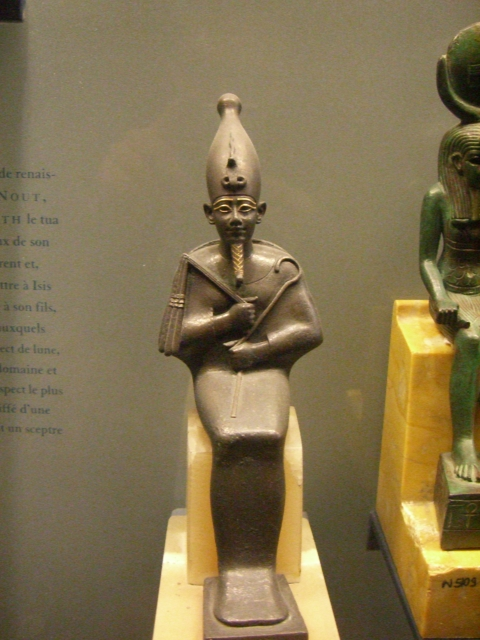
Статуя Осириса. Лувр, Париж.

Во времена Куша в области скульптуры навыки древнего высокого мастерства отчасти угасают — так, портретные изображения на погребальных масках и статуях часто заменяются условно-идеализированными. Вместе с тем техническое мастерство скульпторов совершенствуется, проявляясь, главным образом, в декоративной области. Одной из лучших портретных работ является голова статуи Монтуэмхета, выполненная в реалистической достоверной манере.
В период владычества Саиса в скульптуре вновь становится актуальной статичность, условные очертания лиц, канонические позы и даже подобие «архаической улыбки», характерной для искусства Раннего и Древнего царства. Однако мастера Саиса трактуют эти приёмы всего лишь как тему для стилизаций. В то же время саисское искусство создает множество замечательных портретов. В некоторых из них намеренно архаизированные формы, подражающие древним правилам, сочетаются с довольно смелыми отступлениями от канона. Так, в статуе приближенного фараона Псаметиха I соблюден канон симметричного изображения сидящей фигуры, но, в нарушение его, левая нога сидящего поставлена вертикально. Точно также свободно сочетаются канонически-статичные формы тела и современный стиль изображения лиц.
В немногочисленных памятниках эпохи персидского владычества также преобладают чисто египетские стилевые черты. Даже персидский царь Дарий изображен на рельефе в одеянии египетского воина с жертвенными дарами, причем его имя написано иероглифами.
Скульптуры птолемеевского периода в своем большинстве также выполнены в традициях египетского канона. Однако эллинистическая культура повлияла на характер трактовки лица, внеся большую пластичность, мягкость и лиризм.